# メイプル超合金
メイプル超合金（メイプルちょうごうきん）は、安藤なつとカズレーザーからなる日本の男女お笑いコンビ。サンミュージックプロダクション所属。2012年8月結成。略称はメイプル。M-1グランプリ2015ファイナリスト。

## メンバー
安藤 なつ（あんどう なつ　1981年1月31日 - ）（44歳）
ツッコミ担当。
東京都西多摩郡日の出町出身、東京都立南多摩高等学校（現東京都立南多摩中等教育学校）定時制卒業。身長170 cm、体重130 kg。血液型はA型。体脂肪率45%。
本名は、安藤 和代（あんどう かずよ）。愛称は「なっちゃん」。
独身（婚姻歴あり）。
相方・カズレーザーからは「なつさん」「なつ選手」と呼ばれている。
舞台上での衣装は、主に上半身紫。

カズレーザー（1984年7月4日 - ）（41歳）
ボケ・ネタ作り担当。
埼玉県加須市出身（実家はイチゴ農家）、埼玉県立熊谷高等学校・同志社大学商学部卒業。身長180 cm、体重80 kg。血液型はO型。体脂肪率10%以下。
本名は、金子 和令（かねこ かずのり）。愛称は「カズ」。結成当初の芸名は「カネコ」だった。
既婚。
相方・安藤からは「カズちゃん」と呼ばれている。
全身赤ずくめ衣装に金髪がトレードマーク。

## 略歴・概説
- ピン芸人だったカズレーザーと、2012年7月にコンビ「ぷち観音」を解散した[5]安藤により2012年8月に結成[6]。安藤は自分が30歳になる（2011年）まで売れなければという覚悟でやっていたことから、ぷち観音解散の時点で引退しようと思っていたが[7]その話を聞き付けたカズレーザーから半ば強引に誘われ[8]、その後も何度断ろうがしつこく誘い続けてきたことで徐々に「この人に賭けてみよう」と思うようになり、結成を決断[7]。カズレーザーに誘われた当時は「今ちょうど130 kgの女性の相方を探していたんです」と言われ、安藤は「そう言われて嬉しかった」と話している[1]。組むまでには、ある日のライブで安藤に男性芸人が次々に体当たりしていく企画があり、安藤が次々になぎ倒していく中でカズレーザーだけには投げ飛ばされ、その後で楽屋へ戻った際にカズレーザーから謝られるより先にいきなり「コンビ組みませんか?」と言われた時やその後に至っても頑なに断り続けたものの、ずっとヘラヘラしたようなカズレーザーの態度に最後は根負けしたという経緯がある[9]。カズレーザーは安藤を相方に選んだ理由として「前のコンビ（ぷち観音）で売れなかったということは、太っている体型をイジりのネタにしても伸びしろが無い。だから太ったツッコミ役の方がいい」と語っている[10]。安藤曰く「カズは頭がいいので、結成したばかりの頃は付いて行くだけで必死だった」とのこと[10]。
- ネタに集中するためのルールとして恋愛禁止を掲げている。しかしドッキリにかけられたカズレーザーがたきうえ（流れ星☆）との交際を試みたことで破綻し、恋愛禁止は建前だと明かした。なお、カズレーザーはバイセクシャルである[11]。
- 2015年、結成3年にしてM-1グランプリ2015で決勝進出[注 1]を果たし、トップバッターを務めた。結果は7位だったが強烈なインパクトを残したため翌年からテレビ出演が増加し、「2016年ブレイク芸人ランキング」で1位を獲得した。
  - 2012年に結成したため、『メイプル超合金』としては2015年が初めての出場だった。安藤なつは2010年にぷち観音として、カズレーザーは2003年（大学時代）にフルハウスとして出場していたが、いずれも1回戦～3回戦敗退だった。
- 2016年10月から初のラジオ冠番組『新発見!有楽町合金』（ニッポン放送）が放送開始[12]。
- 2020年3月を以て『青春高校3年C組』の降板に伴い、コンビでのレギュラー番組が消滅。以降は互いにピンでの活動が多くなり、コンビでの共演は年数回程度と少なくなっている。

## 芸風
主に漫才で、ネタ作りはカズレーザーが担当。カズレーザー曰く「理想は読んで面白いネタで、自分たちは外見が濃いので、その分ネタのインパクトは控えめにと思っている」とのこと。ネタの前にはカズレーザーが「ジークジオン!」と発してから舞台に入るが、これは景気のいい言葉を言いたいからという。かつては「セシルマクビー!」「ガールネクストドア!」などの言葉も存在した。カズレーザーが安藤を「どうした、この○○（『○○』には『平均体重底上げ担当大臣』『女装した冷蔵庫』『俺の最寄りの化け物』『就職に不利な体型』『教育上不適切な体型』『ミス地盤沈下』『いわタイプのポケモン』などのフレーズが入る）」と例えてからネタが始まる。安藤の風貌をイジるのはこのツカミだけに限定しているが、ネタ見せで「なぜ安藤の見た目をイジらないのか」と構成作家に幾度も指摘されたため、毎日ネタを見ている作家がそう言うのならばいまだに誰もやっていないことだと解釈してそのスタイルを貫くことにした。
カズレーザーが常に笑顔で自由奔放かつ暴走しながらのボケに、安藤が激しくツッコむという掛け合いが多くネタ中によく用いられる台詞には「ちょっと待って、いい下ネタが出そう」「ここWi-Fi飛んでんな」「俺はバグってるよ」などがある。これらのネタには筋が無く、言いたい言葉をつなげて構成されていくネタであるという。
ネタの最後は
- 安藤：「こんなにメチャクチャにして、どう思ってんだよ!」
- カズ：「（若干腰を落とし、左手を腰の所に構え、右手を顔の高さまで上げたポーズ[注 3]を取り）手ごたえあり![注 4]」
- 安藤：「（横綱土俵入りのようなポーズ[注 5]で）もういや〜!」
- カズ：「ハイ!」
- 2人：「（両手を体の前に構えたポーズで）ブパパブパパブパパ～」[15][19]
- カズ：「（ほんの少し話をしてから）現場からは以上で～す」

でシメるというパターンが主となっている。この一連の流れはカズレーザーが決めたらしく、「『ジークジオン!』は自分で一番景気がいい言葉だと思って選んだ。締めの台詞（ブパパ〜）はオチのつけ方が解らない中で苦し紛れに発したのが最初で、ドリフ大爆笑はあまり意識してなかった」と話している。

## 賞レース成績・受賞歴など

### M-1グランプリ
2027年まで出場資格を持つが、2016年を最後に不出場となっている。M-1グランプリ2017のオープニングでは、「過去に出場し今活躍している芸人」として少し映っていた。
| 年     | 結果       | エントリーNo. | 決勝戦キャッチコピー       |
| ------ | ---------- | ------------- | -------------------------- |
| 2015年 | 決勝7位    | 878           | 誰も知らない超ダークホース |
| 2016年 | 準決勝敗退 | 1950          | 敗者復活戦3位、予選第15位  |

### その他
- お笑いハーベスト大賞（日本音楽事業者協会）
  - 2015年 準決勝敗退
- 漫才新人大賞（一般社団法人漫才協会）
  - 2015年 決勝進出
- 決戦!お笑い有楽城（ニッポン放送）
  - 2015年秋 優勝

## 出演

### テレビ

#### 現在の出演番組
レギュラー、及び不定期出演
- ロンドンハーツ（テレビ朝日、2016年 - ）- 不定期出演
- アメトーーク!（テレビ朝日、2016年 - ）- 不定期出演。なお、安藤は2017年5月14日放送「ガリガリ芸人」ではオブサーバー側のゲストとして出演している。
- サン!シャイン（フジテレビ、2025年3月21日 - ）カズは月・金曜スペシャルキャスター、安藤は月曜コーナー「サン！シャインQ」担当。

スペシャル番組 （最新出演から1年未満で出演している特別番組）
- 有吉の壁（日本テレビ、2016年3月28日・7月3日・12月24日、2017年4月16日・12月29日、2018年9月23日、2019年1月2日）

#### 過去の出演番組
レギュラー番組
- 教えて!アプリ先生（TOKYO MX、2016年4月 - 9月） - レギュラー[注 6]
- お願い!ランキング（テレビ朝日、2016年 - 2024年）- 不定期出演
- メイプル超音楽（CBCテレビ、2016年12月 - 2022年3月）- MC、冠番組
- STU48のセトビンゴ!（日本テレビ、2018年1月16日 - 3月27日）- MC
- メイプル超合コン（BSスカパー!、2018年3月）- MC、冠番組
- ガチだん!（テレビ東京、2018年4月 - 6月）- MC
- ヒルナンデス!（日本テレビ、2017年4月 - 2019年9月） - 金曜レギュラー
- 青春高校3年C組（テレビ東京、2018年4月9日 - 2020年3月13日）- 月曜日担当MC
- タモリ倶楽部（テレビ朝日、2018年3月 - 2023年）- 不定期出演

スペシャル番組
- 芸人報道（日本テレビ、2015年12月29日）
- 日本で一番早いお笑いバトル!フットンダ王決定戦2016（中京テレビ、2016年1月1日）
  - さまぁ〜ずのクイズ!芸人100人が答えました!（TBSテレビ、2016年1月6日）
- 日曜ファミリア 人気芸能人 仰天ハプニング100連発（フジテレビ、2016年1月24日）
- さわがす人たち2（関西テレビ、2016年3月5日）
- ゲーム王（朝日放送テレビ、2016年3月19日[22]）
- 言わせろ!リアクションワード（日本テレビ、2016年3月22日）
- ジュウブンノサン（日本テレビ、2016年3月27日）
- 激突!!ニッポン仕事人 若き才能VSベテランの技（MBSテレビ、2016年3月31日）
- ものまねグランプリ（日本テレビ、2016年4月5日）
- オールスター感謝祭'16春（TBSテレビ、2016年4月9日）
- 歌がうまい王座決定戦（フジテレビ、2016年5月20日）
- ネクストブレイク『しばらく○○になってみた!』（日本テレビ、2016年11月7日）
- 人気芸人50人大集合!スキャンダルも大激白 無礼講の宴!大忘年会（日本テレビ、2016年12月14日）
- 志村＆鶴瓶のあぶない交遊録20（テレビ朝日、2017年1月2日）
- リアルガチ勉! ～出川のくせに勉強しやがって～（フジテレビ、2017年1月4日）
- 日曜ビッグ「東京湾大調査!お魚ぜんぶ獲ってみた～深海500mカメラ仕掛けたら～」（テレビ東京、2017年9月17日） - MC
- たけしの誰も知らない伝説〜ニッポンの天才たち2017（テレビ東京、2017年12月30日）
- 志村&所の戦うお正月2018（テレビ朝日、2018年1月1日）
- 東京湾大調査!お魚ぜんぶ釣ってみた2（テレビ東京、2018年1月28日） - MC
- 日テレ系人気番組No.1決定戦（日本テレビ、2016年10月2日、2017年4月2日、2018年4月1日）4/1はカズレーザーのみ
- ネクストブレイク『カズレーザーと深掘り熟女』（日本テレビ、2018年3月3日）
- オードリー・千鳥・メイプル超合金のトークバラエティ! KANGEI（TBSテレビ、2018年3月24日）
- 東京湾大調査3（2018年8月14日、テレビ東京） - MC
- たけしのこれがホントのニッポン芸能史（NHK BSプレミアム、2019年3月20日）
- 日曜ビッグ「潜入!工場JAPAN ヒット商品の製造工程を♪名曲と共にお届け♪」（テレビ東京、2019年10月27日） - MC
- この冬一番めぐり散歩!あったかパーク冬遊びガイダンス（テレビ東京、2019年12月7日） - MC

### ラジオ
レギュラー番組
- 新発見!有楽町合金（ニッポン放送、2016年10月1日 - 2017年3月25日）

スペシャル番組
- メイプル超合金のオールナイトニッポンR（ニッポン放送、2016年3月12日）

### インターネット番組
レギュラー番組
- 木曜 BANG!G（WALLOP、2012年7月26日、8月23日、10月25日、11月22日/第4週目レギュラー）7/26はカズレーザーのみ
- なでしこサンミュージック（ニコジョッキー、2012年9月(#11) - 2013年10月(#22)/月1配信）- MC
- ゲスト メイプル超合金（フジテレビオンデマンド、2017年3月27日 - ）[23]

スペシャル番組
- メイプル超合金のニコジョッキー（ニコジョッキー、2014年6月30日）
- 72時間ホンネテレビ（Abema TV、2017年11月4日）

### その他のラジオ番組
- マイナビ Saturday Night Laugh → マイナビ Laughter Night（2015年7月18日[24]・9月5日[25]・11月28日[26]）

### 映画
- アイアムアヒーロー（2016年4月23日公開、東宝） - ZQN 役

### 吹き替え
- スーサイド・スクワッド（2016年9月10日公開、ワーナー・ブラザース映画） - ウェイロン・ジョーンズ / キラークロック〈アドウェール・アキノエ＝アグバエ〉 役（カズレーザー）、クリス博士の妻 役（安藤）[27]
- パシフィック・リム: アップライジング（2018年4月13日公開、ユニバーサル・ピクチャーズ映画） - ノーベンバー・エイジャックス 役（カズレーザー）、一般市民 役（安藤）[28]

### CM・企業キャンペーン等
- リクルート「フロム・エー・ナビ」（2016年） ※ カズレーザーのみ [29]
- 明治「GOCHIグミ」（2016年） ※ Web CM [30]
- バンダイナムコエンターテインメント「ドラゴンボールフュージョンズ」（2016年）[31]
- 東海旅客鉄道「トーキョーブックマーク」（2017年）[32]
- グッドスマイルカンパニー「グランドサマナーズ」（2017年）[33]
- D-UP（2017年）※Web CM
- ヤクルト「タフマン」（2018年）[34]
- ミクシィ「モンスターストライク（いいじゃん! 全員戦士!篇）」（2018年）
- クラウドワークス　※ Web CM
- ジット「ジットインクカートリッジ」（2019年）
- グラフィコ「オキシクリーン」(2020年3月13日 -) [35]
- 東京電力エナジーパートナー「くらしTEPCO」（2019年10月 - 、大泉洋と共演）[36]
- ラビット･カーネットワーク「中古車買取・販売のラビット」（2021年）
- スクウェア・エニックス「ドラゴンクエストウォーク」（2021年）
- リクルート「リクナビNEXT」（2024年）

### ミュージックビデオ
- fripSide「infinite synthesis」（2014年）
- ZQN Party（2016年4月）[37]
- 倖田來未「PARTY（安藤なつver）」（2018年2月）[38]

### Blu-ray
- 伊集院光のてれび 完全版 〜仲良しメンバーと厳選食材でカレーを作ろう!/VRDK（バカ編）〜（ポニーキャニオン、2016年6月15日） - カズレーザー

## 主催ライブ
ユニットライブ 
- 馬鹿よ貴方は × メイプル超合金『馬鹿超合金』（2016年5月24日　東京・野方区民ホール）[39]